# Konzervativní koalice
Konzervativní koalice byla volební koalice politických stran Právo a Spravedlnost, Konzervativní strana, Koruna Česká a Republikánská strana zemědělského a malorolnického lidu pro Krajské volby v roce 2008.

## Prohlášení
Nesouhlasíme s liberály pro jejich vypjatý individualismus, nerespektující přirozené a tradiční vazby člověka ani pravdu o existenci objektivního morálního řádu, který přesahuje každého z nás. Bez tohoto morálního řádu pak nelze okoušet ani plody ekonomické prosperity. Usilujeme tedy o budování moderního právního státu, jehož hospodářská a sociální politika vychází právě z morálního řádu.
Konzervativní koalice se shoduje v odmítnutí tzv. antidiskriminačního zákona, který vnáší do našeho právního řádu plíživou, leč nepřehlédnutelnou ideologizaci veřejného života.
Konzervativní koalice rovněž odmítá přijetí Lisabonské smlouvy EU, která zásadním způsobem omezuje státní suverenitu ČR.

## Volební výsledky

### Volby do zastupitelstev krajů
| Volby | Počet hlasů | Hlasy v % | Mandáty |
| ----- | ----------- | --------- | ------- |
| 2008* | 2 460       | 0,08      | 0       |

*Národní sjednocení kandidovalo na kandidátních listinách Konzervativní koalice.